# Quắn hoa lá xoan ngược
Quắn hoa lá xoan ngược (danh pháp khoa học: Helicia obovatifolia) là một loài thực vật có hoa trong họ Quắn hoa. Loài này được Merr. & Chun miêu tả khoa học đầu tiên năm 1940.